# Christine Thorburn
Christine Thorburn (Davenport, Iowa, 17 de setembre de 1969) va ser una ciclista estatunidenca especialista en contrarellotge. Va guanyar una medalla al Campionat del món d'aquesta especialitat.

## Palmarès
- 2002
  - 1a a la San Dimas Stage Race
- 2004
  -  Campiona dels Estats Units en contrarellotge
  - 1a a la Cascade Cycling Classic i vencedora de 2 etapes
  - Vencedora d'una etapa al Tour de Gila
- 2005
  - 1a a la Redlands Bicycle Classic i vencedora de 2 etapes
  - 1a al Nature Valley Grand Prix i vencedora de 2 etapes
  - 1a al Tour de Toona i vencedora d'una etapa
  - Vencedora d'una etapa al Tour del Gran Mont-real
- 2006
  - 1a al Tour del Gran Mont-real i vencedora d'una etapa